# Assmundtorp en Skändla
Assmundtorp en Skändla (Zweeds: Assmundtorp och Skändla) is een småort in de gemeente Göteborg in het landschap Bohuslän en de provincie Västra Götalands län in Zweden. Het småort heeft 128 inwoners (2005) en een oppervlakte van 25 hectare. Eigenlijk bestaat het småort uit twee plaatsen: Assmundtorp en Skändla. Het småort ligt op het eiland Hisingen en de stad Göteborg ligt op ongeveer drie kilometer van het småort.